# دولت ابوالقاسم قراگوزلو
کابینه ابوالقاسم ناصرالملک نام پنجمین کابینه مشروطه و چهارمین کابینه قانونی است که از ۳ آبان ۱۲۸۶ (۱۸ رمضان ۱۳۲۵) تا ۲۴ آذر ۱۲۸۶ (۱۱ ذی القعده ۱۳۲۵) به مدت ۵۲ روز با ۷ وزیر، بر سر کار بود.

## هیئت دولت
| مقام                    | نام                       | نام            | آغاز تصدی      | پایان تصدی     | حزب سیاسی      | منبع           |                |                |                |
| دفتر نخست‌وزیری          | دفتر نخست‌وزیری            | دفتر نخست‌وزیری | دفتر نخست‌وزیری | دفتر نخست‌وزیری | دفتر نخست‌وزیری | دفتر نخست‌وزیری | دفتر نخست‌وزیری | دفتر نخست‌وزیری | دفتر نخست‌وزیری |
| ----------------------- | ------------------------- | -------------- | -------------- | -------------- | -------------- | -------------- | -------------- | -------------- | -------------- |
| نخست‌وزیر                | ابوالقاسم ناصرالملک       | ۳ آبان ۱۲۸۶    | ۲۴ آذر ۱۲۸۶    |                |                |                |                |                |                |
| وزیران                  |                           |                |                |                |                |                |                |                |                |
| وزارت علوم و فوائد عامه | مرتضی‌قلی صنیع‌الدوله       | ۳ آبان ۱۲۸۶    | ۲۴ آذر ۱۲۸۶    |                |                |                |                |                |                |
| وزارت مالیه             | ابوالقاسم ناصرالملک       | ۳ آبان ۱۲۸۶    | ۲۴ آذر ۱۲۸۶    |                |                |                |                |                |                |
| وزیر امور خارجه         | میرزا حسن خان مشیرالدوله  | ۳ آبان ۱۲۸۶    | ۲۴ آذر ۱۲۸۶    |                |                |                |                |                |                |
| وزارت تجارت             | میرزا حسین خان مؤتمن‌الملک | ۳ آبان ۱۲۸۶    | ۲۴ آذر ۱۲۸۶    |                |                |                |                |                |                |
| وزارت عدلیه             | میرزا مهدی خان مخبرالدوله | ۳ آبان ۱۲۸۶    | ۲۴ آذر ۱۲۸۶    |                |                |                |                |                |                |
| وزارت داخله             | غلامرضاخان آصف‌الدوله      | ۳ آبان ۱۲۸۶    | ۲۴ آذر ۱۲۸۶    |                |                |                |                |                |                |
| وزارت جنگ               | حسن مستوفی‌الممالک         | ۳ آبان ۱۲۸۶    | ۲۴ آذر ۱۲۸۶    |                |                |                |                |                |                |